# Triepeolus loomisorum
Triepeolus loomisorum är en biart som beskrevs av Rozen 1989. Triepeolus loomisorum ingår i släktet Triepeolus och familjen långtungebin. Inga underarter finns listade i Catalogue of Life.